# E già
| Recensione | Giudizio |
| ---------- | -------- |
| Ondarock   | 6 / 10   |

E già è il 15º album discografico di Lucio Battisti, pubblicato il 14 settembre 1982 dall'etichetta discografica Numero Uno. Da esso venne estratto il singolo E già/Straniero.

## Descrizione
Si tratta del primo album di Battisti scritto senza la collaborazione di Mogol e che di fatto fa da ponte tra l'epoca di Mogol e quella successiva di Pasquale Panella; come indicato nella copertina, le canzoni del disco furono scritte da Battisti insieme alla moglie Grazia Letizia Veronese, che si firmò con lo pseudonimo di Velezia (Veronese Letizia Grazia).
I testi dell'album sono semplici e diretti e trattano argomenti maggiormente autobiografici: la nuova passione per il windsurf (Windsurf Windsurf), l'amore per l'ascolto e la registrazione della musica (rispettivamente Hi-Fi e Registrazione), eccetera. Quello che in generale ne emerge è lo stato d'animo di Battisti di quel periodo (freschezza e gioiosità, quasi una rinascita, un ritorno alle origini, per essersi scrollato di dosso un passato "pesante").
Nelle note di copertina, Battisti ringrazia diverse persone di averlo informato su temi che evidentemente debbono aver influenzato i testi dei brani e le scelte musicali: «Carlo Brivio: architettura post-modern; Brambilla: religioni indiane; Adriano Pappalardo: corsa e ritmo musicale; Francesco Fanti: illuminismo; Mario Veronese: il fantastico-tecnico; Gianluca Rastelli: poesia americana del Novecento; Dario Massari: la possibilità monotonale».
L'album è stato registrato utilizzando esclusivamente computer e strumenti elettronici, curati dall'unico musicista accreditato, Greg Walsh, che ha suonato e programmato tastiera, sintetizzatore e batteria elettronica.
È il disco della svolta di Battisti, che iniziò una fase più sperimentale e non tornerà più a comporre hit di grande successo, alle quali aveva abituato il pubblico durante la collaborazione con Mogol; già dal primo brano dell'album Battisti volle render noto che nulla sarebbe rimasto come prima:
(Scrivi il tuo nome)
La sostituzione di Mogol nel ruolo di autore, insieme all'evidente volontà di rottura con il passato e alla natura autobiografica dei testi, all'epoca portò ad interpretare una frase del disco come un riferimento polemico all'ex collaboratore: nella canzone Mistero, ritenuta dalla critica un elogio alle qualità umane e artistiche della moglie e neo-paroliera Grazia Letizia, si trova infatti la frase «Io mi ero lasciato entusiasmare / da quel tipo intellettuale e appariscente / che in fondo in fondo non valeva niente / una cosa che non so capire davvero».
Tale interpretazione contribuì alla nascita del mito secondo il quale alla base della separazione artistica ci sarebbe stato un litigio: in realtà oggi è noto che questa sia avvenuta silenziosamente e senza scontri, per quanto i rapporti tra i due siano rimasti a lungo piuttosto freddi. D'altra parte nello stesso disco sembra essere presente un riconoscimento proprio nei confronti di Mogol, che Battisti spesso chiamava scherzosamente "il poeta": in Registrazione si sente infatti «da Paul McCartney ho imparato a cantare / da Ray Charles ad emozionare / da Dylan a dire quello che mi pare / e dal poeta ad alleviar l'umanità».

### Copertina
Le immagini di copertina fanno parte del servizio fotografico realizzato da Gered Mankowitz su un'idea di Battisti nella spiaggia di Mother Ivey's bay, in Cornovaglia (Regno Unito). Le faccine sorridenti sulla copertina (simili a degli smiles) sono state disegnate dal figlio di Battisti, Luca.

## Accoglienza
Il disco otterrà un buon successo, piazzandosi 14º nella classifica annuale degli album più venduti e al decimo posto tra quelli italiani nel 1982, raggiungendo come picco nella classifica settimanale il primo posto. Il singolo E già/Straniero, pubblicato il 14 settembre 1982 raggiunse la seconda posizione tra l'ottobre 1982 e il gennaio 1983.

## Tracce

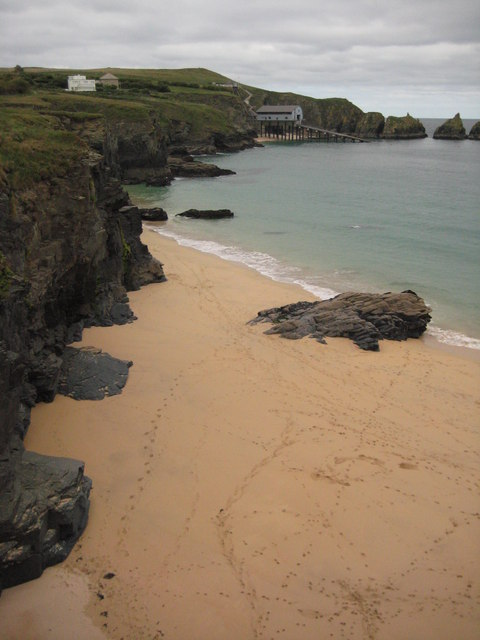
Mother Ivey's bay, Cornovaglia dove furono scattate le foto di copertina dell'album e del singolo.

Lato A
Testi e musiche di Lucio Battisti e Velezia; edizioni musicali Acqua Azzurra/Aquilone.
1. Scrivi il tuo nome – 2:26
2. Mistero – 3:06
3. Windsurf windsurf – 2:47
4. Rilassati e ascolta – 3:20
5. Non sei più solo – 2:47
6. Straniero – 4:43

Lato B
Testi e musiche di Lucio Battisti e Velezia; edizioni musicali Acqua Azzurra/Aquilone.
1. Registrazione – 2:26
2. La tua felicità – 2:18
3. Hi-fi – 2:44
4. Slow motion – 3:56
5. Una montagna – 3:41
6. E già – 2:57

## Provini e inediti

### Girasole
Si tratta di un brano registrato il 17 maggio 1982 che però non venne pubblicato nell'album. Non si conosce il motivo di questa scelta: alcuni ipotizzano che il brano fosse dedicato alla moglie e per tale motivo non sarebbe stato pubblicato, altri che lo spazio sull'LP non sarebbe bastato a contenere anche questo brano.

### Risposta
Questo brano, registrato anch'esso il 17 maggio 1982, è una versione meno avanzata del brano Non sei più solo, quinta traccia dell'album. Ci sono delle lievi differenze nel testo e nella musica.

### Windsurf windsurf
È uno dei provini fatti da Battisti nel suo studio di casa, poi fatto ascoltare a Greg Walsh per realizzare gli arrangiamenti.